# 沈永寧
沈永寧，江南吴县人，清朝政治人物。监生出身。
乾隆十八年（1753年），擔任清朝廣州府新安縣知縣。后由王文征接任。